# Wisnu
Wisnu is een plaats en bestuurslaag (kelurahan) in het onderdistrict (kecamatan) Watukumpul in het regentschap Pemalang van de provincie Midden-Java, Indonesië. Wisnu telt 2.379 inwoners (volkstelling 2010).
Wisnu ligt in het noordoostelijke deel van Watukumpul. De Comal rivier is de noordgrens van Wisnu met Semingkir, kecamatan Randudongkal, Pemalang. In de Comal in Wisnu ligt de Nambo Randudongkal Dam.

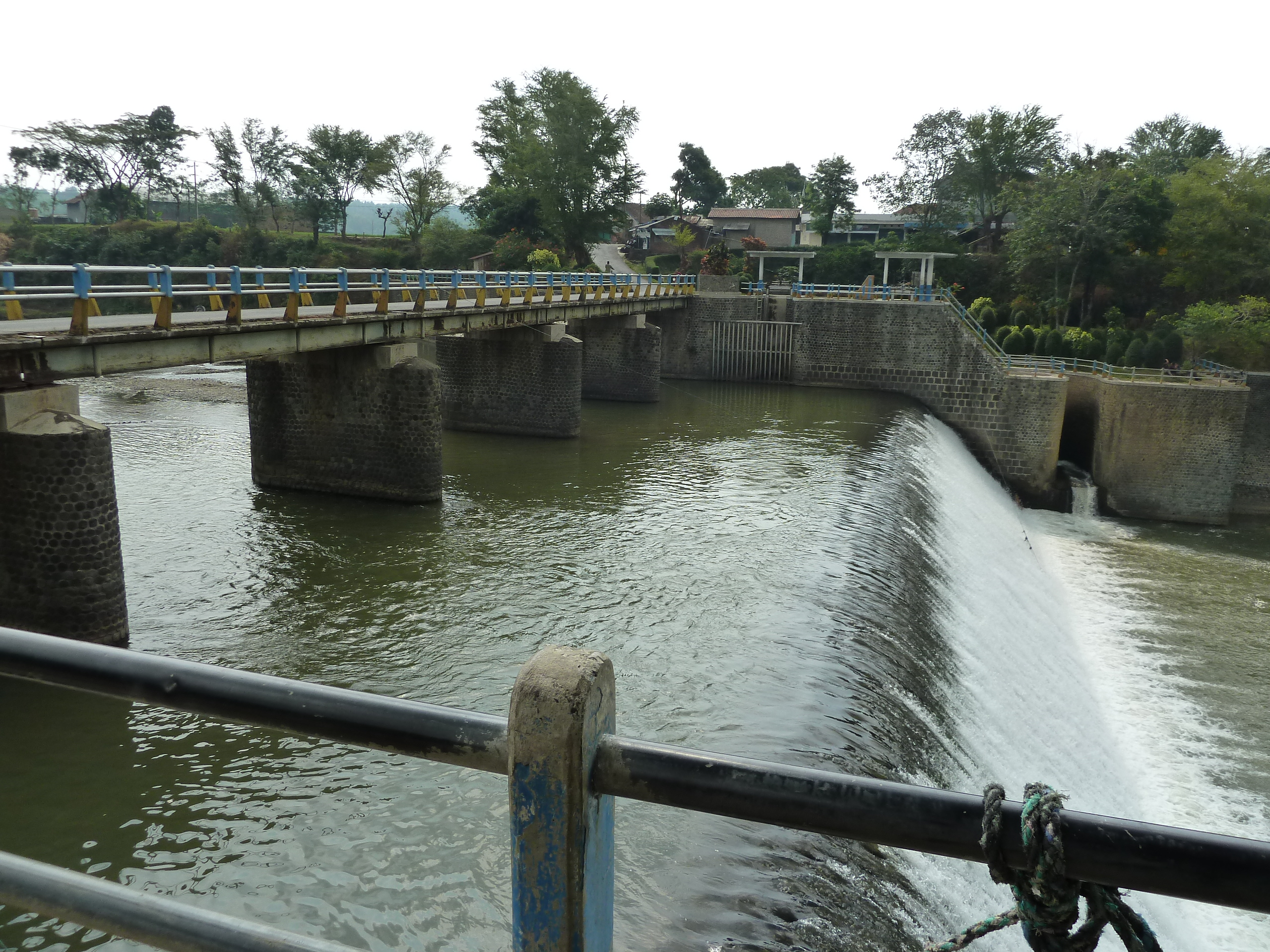
Nambo Randudongkal Dam in de rivier Comal in het regentschap Pemalang.

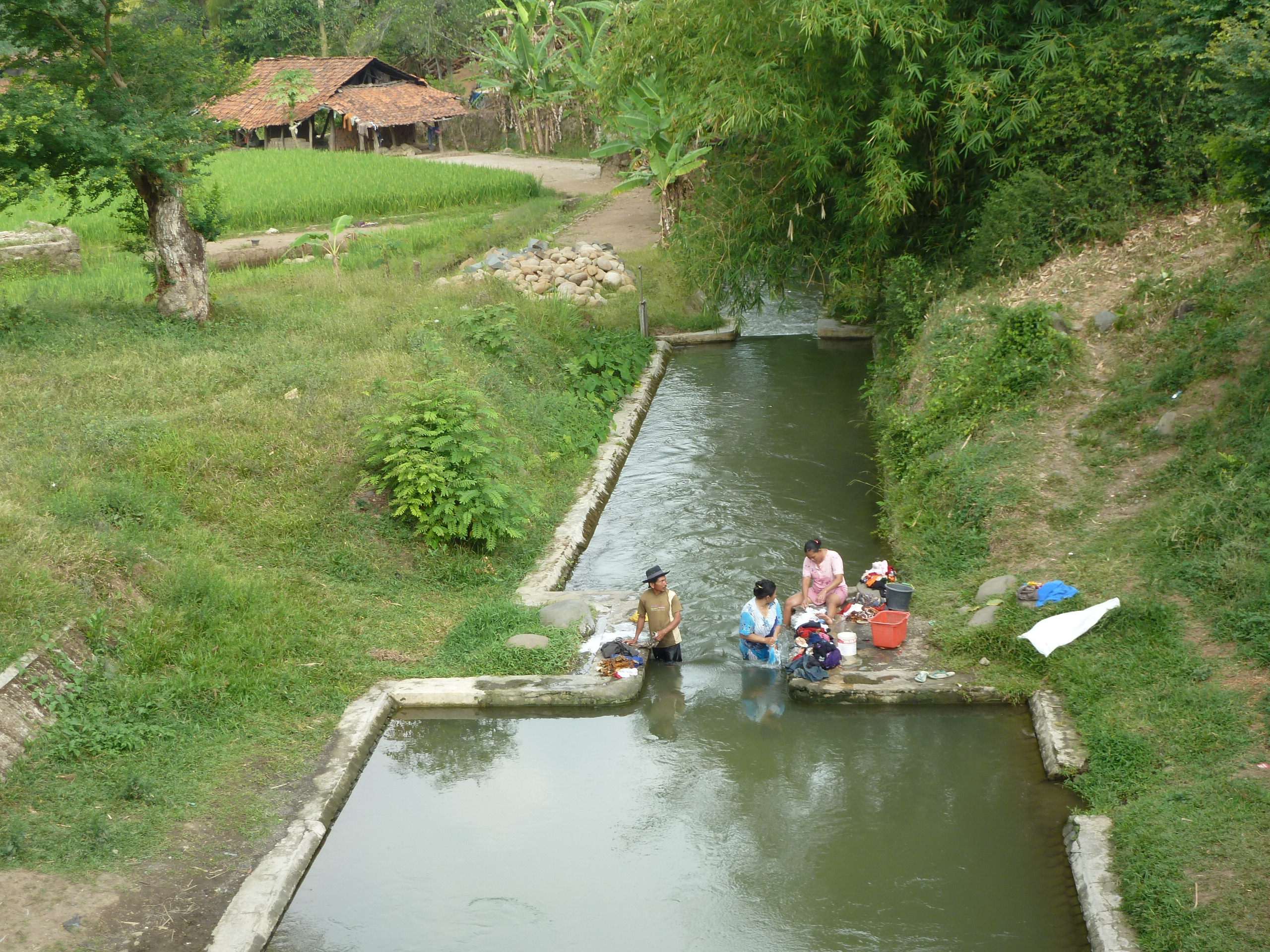
Wassen in de rivier. Wisnu, kecamatan Watukumpul